# Jean de Nogaret de La Valette
Pour les articles homonymes, voir Nogaret (homonymie) et Valette.
 (juillet 2011).
Si vous disposez d'ouvrages ou d'articles de référence ou si vous connaissez des sites web de qualité traitant du thème abordé ici, merci de compléter l'article en donnant les références utiles à sa vérifiabilité et en les liant à la section « Notes et références ».
Jean de Nogaret de La Valette (1527-1575) fut seigneur de La Valette (Haute-Garonne), seigneur de Casaux (Gers) et seigneur de Caumont (situé également dans la même commune).

## Histoire
Fils de Pierre de Nogaret de La Valette (?-1553), il épousa le 15 septembre 1551 Jeanne de Saint-Lary de Bellegarde, fille de Pierre seigneur de Bellegarde et sœur de Roger Ier de St-Lary, dont il eut six enfants :
- Bernard de Nogaret de La Valette (1553-1592)
- Jean-Louis de Nogaret de La Valette (1554-1642), duc d'Épernon et mignon d'Henri III
- Jean, mort en bas âge
- Catherine (1567-1587), épouse en 1581 Henri de Joyeuse
- Hélène (1568-?), épouse en 1582 Jacques de Goth, marquis de Rouillac
- Anne-Marie (1570-1605), épouse en 1583 Charles II de Luxembourg (1567-1608), comte de Brienne

Il fut capitaine et maître de camp de cavalerie légère sous Charles IX et Catherine de Médicis.
Son gisant en marbre blanc fut déposé, avec celui de sa femme, au couvent des Minimes de Cazaux, inachevé par Artus Legoust et terminé par le fils de celui-ci en 1633,.